# 18th Avenue (stacja metra na West End Line)
18th Avenue – stacja metra nowojorskiego, na linii D. Znajduje się w dzielnicy Brooklyn, w Nowym Jorku i zlokalizowana jest pomiędzy stacjami 79th Street i 20th Avenue. Została otwarta 15 września 1916.